# Klaphek

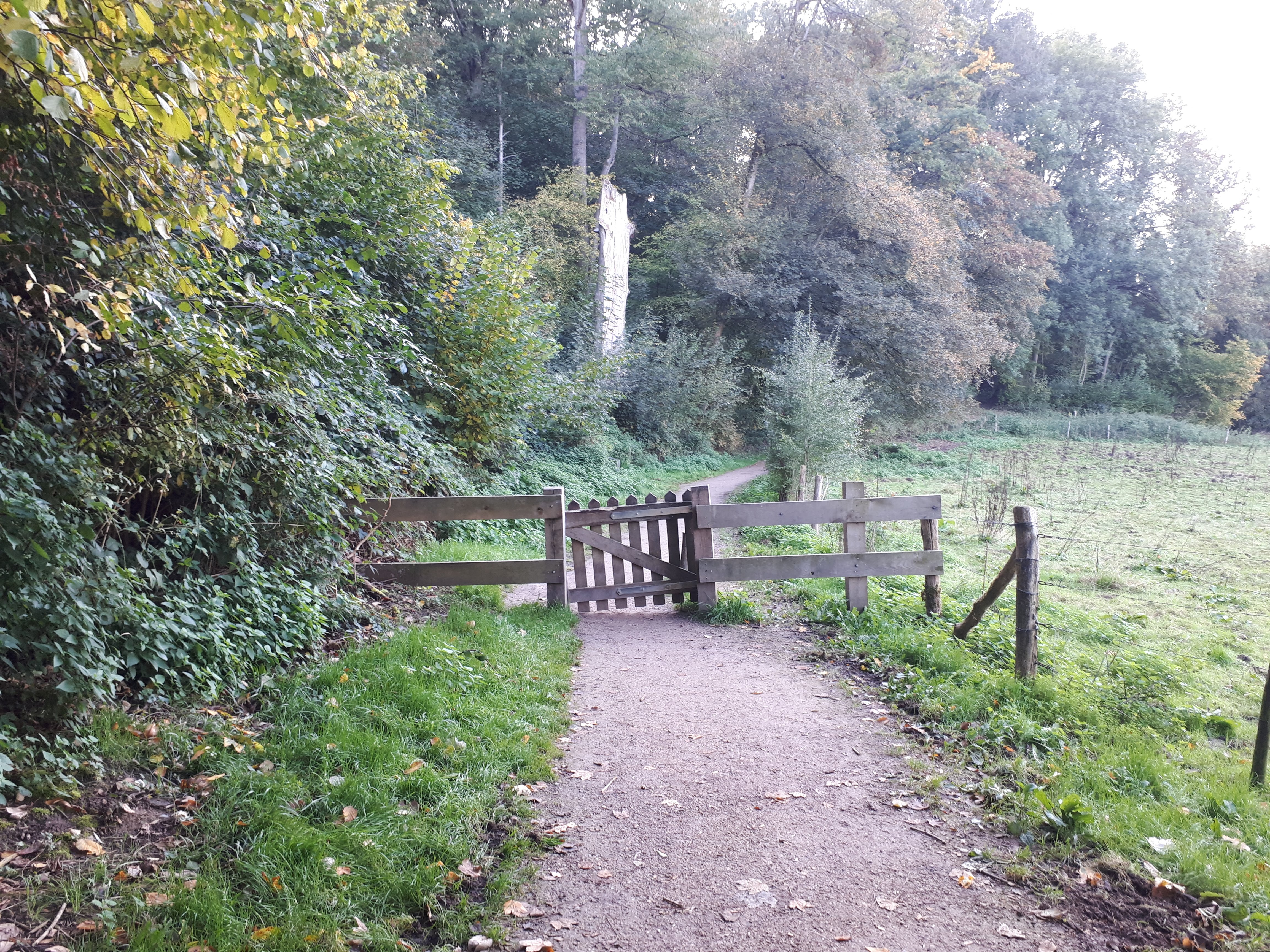
Klaphek

Een klaphek is een hekje in een voetpad (of fietspad) dat vanzelf dichtvalt als het wordt losgelaten. Dat kan doordat het hekje door een veer wordt dichtgedrukt, of dat het hekje schuin is geïnstaleerd zodanig dat het door de zwaartekracht dichtvalt.
Men kan een klaphek tegenkomen als een pad door een weide leidt waar dieren lopen. Het klaphek opent dan in de richting van de weide. Er wordt op vertrouwd dat dieren een klaphek niet kunnen openen om te ontsnappen.
Voorheen kon men een klaphek aantreffen bij een spoorwegovergang. In de jaren 60 werd een overpad met klaphek te Bilthoven vervangen door een tunneltje onder de spoorweg. Dat heet tegenwoordig de Klaphektunnel en de Klaphekweg.
De naam Klaphek, 't Klaphek of Het Klaphek komt enkele keren voor als topografische naam:
- Veldhuizen (Ede)
- Klaphek (IJsselstein)

## Afbeeldingen

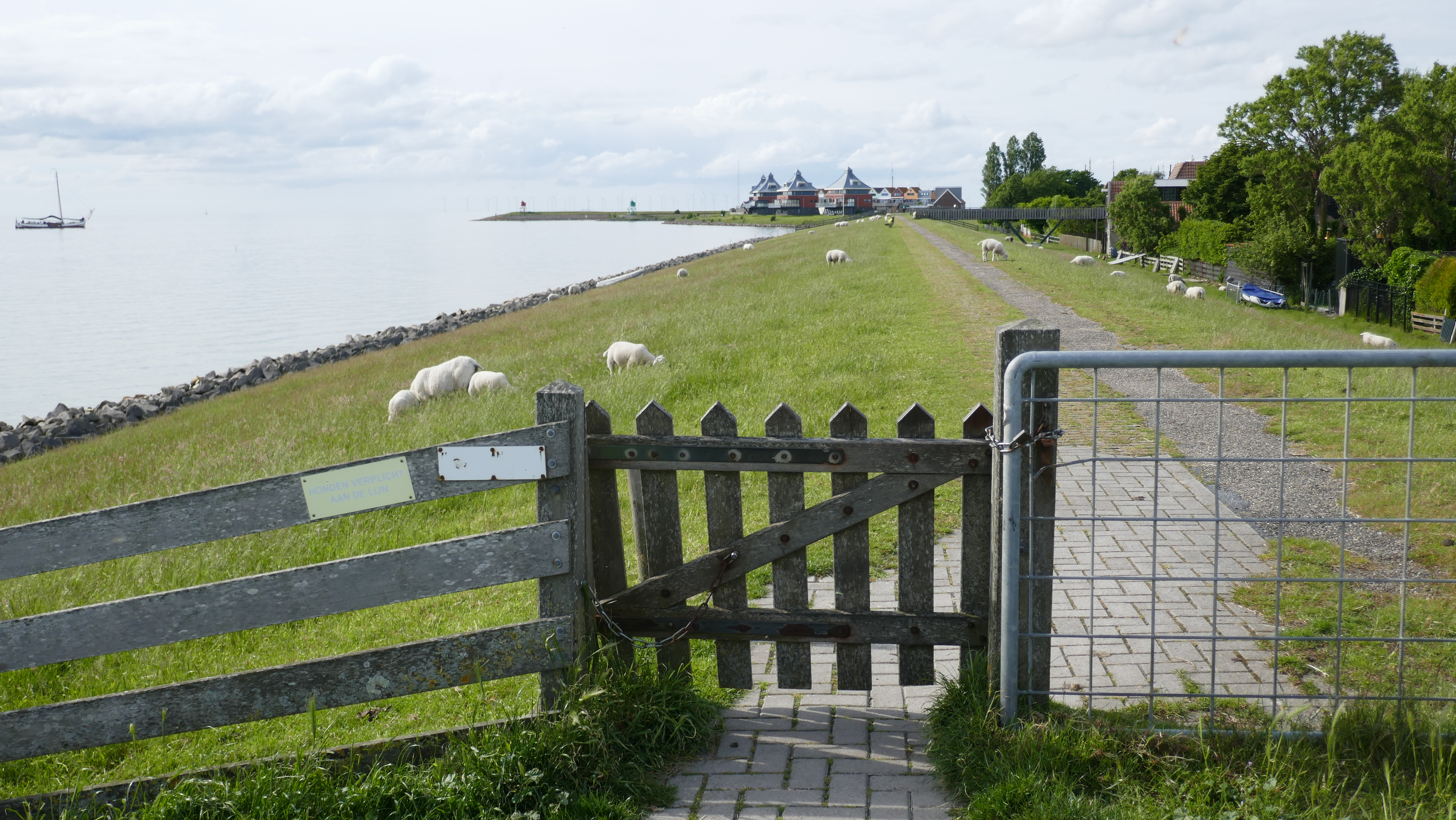
Klaphek op de dijk in Stavoren
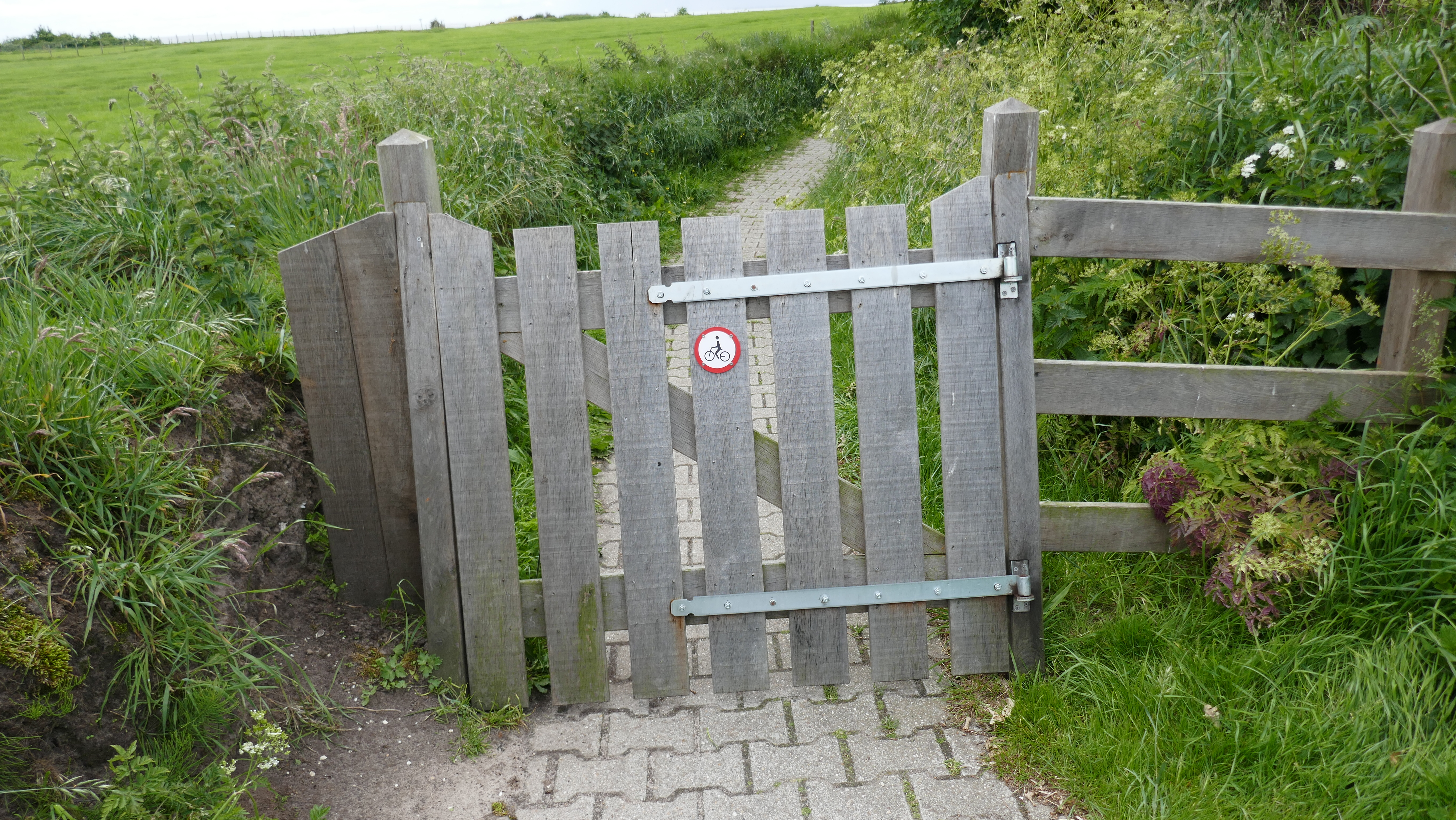
Klaphek op het pad naar het Oudemirdumer Klif